# Les Misérables: The Dream Cast in Concert
Les Misérables: The Dream Cast in Concert (conosciuto anche solo come Les Misérables in Concert) è una versione concertale del musical Les Misérables, per celebrarne il decimo anniversario.
Il concerto di tenne alla Royal Albert Hall di Londra nell'ottobre 1995, e il 17 novembre dello stesso anno furono messi in vendita di DVD, VHS e CD dell'evento filmati e registrati in alta definizione.
Il cast comprendeva: Colm Wilkinson come Jean Valjean, Philip Quast come Javert, Michael Ball come Marius Pontmercy, Lea Salonga come Éponine, Judy Kuhn come Cosette, Ruthie Henshall come Fantine, Michael Maguire come Enjolras, Alun Armstrong come Thénardier, Jenny Galloway come Madame Thénardier, Adam Searles come Gavroche, Hannah Chick come Young Cosette e molti altri artisti ancora, sotto la regia di John Caird. Gli artisti furono presi dalle produzioni del musical di Broadway, di Londra e Australiane.
L'orchestra che accompagnò questo cast era la Royal Philharmonic Orchestra diretta da David Charles Abell. 

## I bis
Dopo il finale del musical (Epilogue), sono stati eseguiti altri due brani. Per l'occasione diciassette artisti di nazioni differenti che hanno interpretato Valjean in varie produzioni mondiali sono saliti sul palco e, insieme a Wilkinson, hanno cantato ognuno qualche verso di Do you hear the people sing? nella propria lingua natale. Dopo hanno cantato tutti insieme One Day More!. Al termine del concerto sono stati sparati fuochi d'artificio. Successivamente, dall'alto, sono stati fatti scendere coriandoli e centinaia di palloncini bianchi, blu e rossi, i colori della bandiera francese, in onore di Victor Hugo.

## Il Cast

### Interpreti principali
| Colm Wilkinson   | Jean Valjean      | Original London/Broadway cast                         |
| Philip Quast     | Javert            | Original Australian cast/Complete Symphonic Recording |
| Ruthie Henshall  | Fantine           | Prima sostituta dell'Original London cast             |
| Jenny Galloway   | Madame Thénardier | Prima sostituta dell'Original London cast             |
| Alun Armstrong   | Thénardier        | Original London cast                                  |
| Lea Salonga      | Éponine           | Prima sostituta dell'Original Broadway Cast           |
| Michael Ball     | Marius Pontmercy  | Original London cast/Complete Symphonic Recording     |
| Michael Maguire  | Enjolras          | Original Broadway cast                                |
| Judy Kuhn        | Cosette           | Original Broadway cast                                |
| Anthony Crivello | Grantaire         | Original Broadway cast                                |
| Adam Searles     | Gavroche          |                                                       |
| Hannah Chick     | Giovane Cosette   |                                                       |
| Paul Monaghan    | Vescovo di Digne  |                                                       |

### I “diciassette Valjeans”
I seguenti sono i 17 Valjean che si sono esibiti durante i bis.
| Paese       | Attore                 |
| ----------- | ---------------------- |
| Regno Unito | Phil Cavill            |
| Francia     | Robert Marien          |
| Germania    | Jerzy Jeszke           |
| Giappone    | Takeshi Kaga           |
| Ungheria    | Vikidál Gyula          |
| Svezia      | Tommy Körberg          |
| Polonia     | Krzysztof Stasierowski |
| Paesi Bassi | Henk Poort             |
| Canada      | Michael Burgess        |
| Austria     | Reinhard Brussmann     |
| Australia   | Rob Guest              |
| Norvegia    | Øystein Wiik           |
| Rep. Ceca   | Jan Ježek              |
| Danimarca   | Kurt Ravn              |
| Irlanda     | Jeff Leyton            |
| Islanda     | Egill Ólafsson         |
| Stati Uniti | Craig Schulman         |

Cavill e Leyton sono anche due dei cinque prigionieri che appaiono all'inizio del primo atto (Work Song). .

## Il DVD
Il concerto è stato ripreso interamente dalla Sony Pictures e distribuito dal 17 novembre del 1995. Esiste anche una versione con due dischi, dei quali il secondo (Les Misèrables: Stage by Stage) contiene un documentario sul musical.   

## Il CD
È stato realizzato un CD live del concerto che comprende anche le parti dialogate e i bis finali.

### Canzoni
Primo disco
1. Prologue
2. On Parole/The Bishop
3. Valjean's Soliloquy
4. At the End of the Day
5. I Dreamed a Dream
6. Lovely Ladies
7. Fantine's Arrest
8. The Runaway Cart
9. Who Am I? - The Trial
10. Fantine's Death
11. The Confrontation
12. Castle on a Cloud
13. Master of the House
14. The Bargain-Waltz of Treachery
15. Look Down
16. Stars
17. ABC Café/Red and Black
18. Do You Hear the People Sing?
19. Rue Plumet - In My Life
20. A Heart Full of Love

Secondo disco
1. The Attack on Rue Plumet
2. One Day More!
3. Building the Barricade/On My Own
4. Back at the Barricade
5. Javert's Arrival/Little People
6. A Little Fall of Rain
7. Night of Anguish
8. First Attack
9. Drink with Me
10. Bring Him Home
11. Second Attack/The Final Battle
12. The Sewers
13. Dog Eats Dog
14. Javert's Suicide
15. Turning
16. Empty Chairs at Empty Tables
17. Every Day/A Heart Full of Love (Reprise)
18. The Wedding Chorale/Beggars at the Feast
19. Epilogue (Finale)
20. Primo bis: Entrance of International Valjeans
21. Secondo bis: Do You Hear the People Sing?/One Day More!